# Naobumi Seimiya
Naobumi Seimiya (清宮質文), né en 1917 et mort en 1991, est un peintre et graveur sur bois japonais.

## Biographie
Naobumi Seimiya naît à Shinjuku, Tokyo, le 26 juin 1917, de Hitoshi, son père qui est aussi un graveur, et Yukie, sa mère.
Quand il est au collège, il est fortement impressionné par le peintre et graveur norvégien Edvard Munch. En 1937, il entre à l'École des beaux-arts de Tokyo où il étudie spécialement la peinture à l'huile. En mars 1942, il en sort diplômé et en juin, il commence à travailler comme professeur d'art au lycée de Ueda (en), dans la préfecture de Nagano. Il en démissionne en 1943. De 1949 à 1952, il travaille dans une entreprise de design commercial.
À partir de 1953, il organise une exposition annuelle avec ses camarades de promotion de l'École des beaux-arts. C'est l'occasion de se consacrer pleinement à ses activités de peintre et de graveur.
En 1954, un de ses tableaux est sélectionné pour l'exposition annuelle de Syunyokai (春陽会 (ja)) pour la première fois et il continue à y participer chaque année jusqu'en 1974.
En 1960, il accepte une demande d'organiser une exposition personnelle dans la galerie Nantenshi (南天子画廊), et il continue à y exposer régulièrement de nouvelles pièces.
En 1977, il démissionne de Syunyokai et devient un artiste indépendant.
Il décède le 11 mai 1991.

## Œuvres
À travers ses œuvres, il recherche un monde profond et pur. Il dit : "Bien qu'il soit impossible d'étendre le monde extérieur, il est infiniment possible d'étendre le monde intérieur."
Il essaye de créer des épreuves à chaque fois uniques et pleines de poésie par le changement de nuance des couleurs et par la technique d'impression.

### Œuvres représentatives
- Reeds, 1958
- The stream, 1966
- I have considered the days of old, the years of ancient times, 1984